# Erick Lonnis
Erick Lasel Trinidad Lonis Bolaños (San José, 9 de septiembre de 1965), conocido como Erick Lonnis, es un exfutbolista costarricense Actualmente es el Gerente Deportivo del de Deportivo Saprissa de la primera división de Costa Rica.

## Trayectoria
Lonis jugó gran parte de su carrera con el Deportivo Saprissa, donde alcanzó el reconocimiento local y fue uno de los jugadores emblemáticos para los seguidores del equipo y de la selección nacional. Durante varias temporadas, fue capitán del Saprissa, con el que ganó 4 campeonatos nacionales y 2 Ligas de Campeones de CONCACAF en 1993 y 1995. Él totalizó 362 juegos con el Saprissa, siendo el guardameta con más juegos con los morados. Y 443 encuentros en Primera División, siendo en la actualidad el segundo guardameta con más encuentros disputados en la historia. Fue superado el 24 de febrero de 2023 por Leonel Moreira.

## Selección nacional
Lonis en su debut con la selección nacional de fútbol, fue el mejor guardameta de la Copa de Oro de la Concacaf 1993 y el de mayor cantidad de presencias en selección mayor, alcanzando las 76 presentaciones entre 1992 y 2002, hasta que fue superado por Keylor Navas en los amistosos previos al Mundial 2018. Lonis fue el capitán de Costa Rica en la Copa Mundial de Fútbol de 2002. 
Erick con la "Sele" tiene el récord de mayor imbatibilidad en la historia con 502 minutos durante 5 partidos y 52 minutos entre el 2001 y el 2002, desde el minuto 38 del Honduras-Costa Rica (2-3, victoria tica) hasta el minuto 90 del primer partido de la Copa de Oro de la Concacaf 2002 vs. Trinidad y Tobago.

### Participaciones en Copas del Mundo
| Mundial                        | Sede                  | Resultado    |
| ------------------------------ | --------------------- | ------------ |
| Copa Mundial de Fútbol de 2002 | Corea del Sur y Japón | Primera fase |

## Biografía
El Capi es hijo de Lasel Lonis, exguardameta de la Asociación Deportiva Municipal Turrialba y fue criado en dicho cantón, el cual es un lugar muy deportivo, donde aprendió la natación, practicó el baloncesto en secundaria e incluso realizó su primer triatlón.
Lonis a los 18 años dejó su pueblo natal para ir a estudiar ingeniería industrial a la capital del país en la Universidad de Costa Rica. Realizó el examen de admisión y sólo le faltaron tres puntos para ingresar a dicha carrera universitaria, por lo cual, se decide por una universidad privada que le otorgó una beca para Administración y se graduó con una maestría en Mercadotecnia.
Pese a que nunca fue formado en ninguna liga menor, a los 20 años de edad fue escogido por Turrialba para debutar en la Segunda División de Costa Rica, por lo cual, dividió su vida entre el fútbol profesional y las aulas universitarias. A lo largo de su trayectoria en Primera División, rechazó muchas oportunidades para jugar en clubes fuera de Costa Rica, porque en su mente estaba enfocado en el futuro: completar su educación superior, para afrontar de mejor manera la vida cuando se retirara del fútbol.
Tras colgar los tacos de futbolista en el 2003, tuvo una oportunidad para estudiar en Ohio mediante una beca, pero en ese momento tenía casi 40 años y pensó "que no estaba para seguir en las aulas a esas edades", por lo que se dedica al emprendimiento. Compró una finca de 32 hectáreas en el cantón de Poás, que utiliza para la agricultura, ganadería, alquiler para diversas actividades empresariales, familiares y la venta de quintas.
Lonis practicó baloncesto en forma recreativa hasta que en 2004 decide aceptar la propuesta de Jorge Luis Pinto para ser su asistente de la selección nacional de fútbol costarricense, después de haber rechazado un primer ofrecimiento antes de la Copa América 2004, luego del desastroso debut de la tricolor en casa por la eliminatoria hacia el Mundial 2006. Al ser cesado el colombiano tras la tercera fecha del hexagonal en marzo de 2005, Lonis fue analista de fútbol en Teletica y cofundador del programa FxD Fútbol Por Dentro.
En el 2007 le propusieron participar en la primera temporada del concurso benéfico Bailando por un sueño (Costa Rica) y aunque en un inicio declina la invitación (confesó no saber bailar), algo en su espíritu competitivo le decía que aceptara y así, tomó clases de baile para prepararse adecuadamente. Siendo novato, fue superando bailarines profesionales, hasta conquistar el tercer lugar del certamen junto a su pareja de baile.
En el 2010 decide meterse de lleno en competencias nacionales de triatlón logrando en el 2016 ser el campeón nacional de esta disciplina en la categoría Sprint de 45-54 años.
En el 2011 y 2012 también estuvo entrenando en boxeo.
Desde el año 2016 participa en la Ruta de los Conquistadores y desde el 2017 en el Ironman, compitiendo todos los años en ambos eventos.
En 2018 tuvo un breve periodo de 40 días como presidente de la Comisión Técnica en la Federación Costarricense de Fútbol.
Lonis ha participado de algunas actividades sociales en beneficio de las personas y el país.

## Palmarés

### Como jugador

#### Títulos nacionales
| Título                         | Equipo             | País       | Año  |
| ------------------------------ | ------------------ | ---------- | ---- |
| Primera División de Costa Rica | Deportivo Saprissa | Costa Rica | 1994 |
| Primera División de Costa Rica | Deportivo Saprissa | Costa Rica | 1995 |
| Primera División de Costa Rica | Deportivo Saprissa | Costa Rica | 1998 |
| Primera División de Costa Rica | Deportivo Saprissa | Costa Rica | 1999 |

### Títulos internacionales
| Título                           | Equipo                  | Sede       | Año  |
| -------------------------------- | ----------------------- | ---------- | ---- |
| Copa de Campeones de la Concacaf | Deportivo Saprissa      | Guatemala  | 1993 |
| Copa de Campeones de la Concacaf | Deportivo Saprissa      | Costa Rica | 1995 |
| Copa de Naciones UNCAF           | Selección de Costa Rica | Costa Rica | 1997 |
| Torneo Grandes de Centroamérica  | Deportivo Saprissa      | Guatemala  | 1998 |
| Copa de Naciones UNCAF           | Selección de Costa Rica | Costa Rica | 1999 |